# Водный баланс
Водный баланс — соотношение за какой-либо промежуток времени (год, месяц, декаду и т. д.) прихода, расхода и аккумуляции (изменение запаса) воды для речного бассейна или участка территории, для озера, болота или другого исследуемого объекта. В общем случае учёту подлежат атмосферные осадки, конденсация влаги, горизонтальный перенос и отложение снега, поверхностный и подземный приток, испарение, поверхностный и подземный сток, изменение запаса влаги в почво-грунтах и др.
В отдельных, частных случаях нет необходимости в детальном учёте всех составляющих баланса. Например, если воднобалансовые расчеты ведутся применительно к достаточно большим объектам воды, можно не учитывать конденсацию в силу её относительно небольших величин.
Со всей территории суши земного шара (в пределах среднего многолетнего годового водного баланса) испаряется количество воды, равное количеству выпадающих осадков минус речной сток. Для отдельных водных объектов и для более коротких периодов времени при составлении водных балансов возникает необходимость учёта составляющих прихода — расхода влаги более детально, применительно к конкретным условиям поступления и расходования влаги. Например, в водном балансе водохранилищ, помимо притока, осадков и испарения, существенное значение могут иметь сбросы воды через сооружения гидротехнического узла (ГЭС, шлюзы, плотины), водозабор из водохранилища, фильтрация в нижний бьеф в створе гидротехнического сооружения; объём воды, заключённый во льду и снеге, оседающих в мелководных частях водохранилища при его сработке зимой и всплывающих весной при наполнении водохранилища; временные потери на фильтрацию воды в берега водохранилища и возврат этих вод обратно при изменяющихся уровнях воды в водохранилище. В годовом периоде такие составляющие баланса как потери на льдообразование и фильтрацию в берега водохранилища, компенсируются противоположно направленными процессами и поэтому в годовом балансе не отражаются.
Техническим средством анализа воднобалансовых соотношений является уравнение водного баланса.
Понятие «Водный баланс» применяется так же для оценки состояния организма, касательно содержания воды в клетках, крови.